# Identitovigilance
L'identitovigilance est (dans le contexte hospitalier) un objectif et un « système de surveillance et de gestion des risques et erreurs liés à l’identification des patients », système qui vise aussi à « Passer de l’identité administrative à but de facturation à une culture d’identification clinique dans le cadre d’une démarche et un projet global de la Qualité et de la sécurité des soins ». Notamment recommandée par le Gmsih / ASIP santé, « elle vise à garantir que tous les patients soient correctement identifiés tout au long de leur prise en charge dans l’hôpital et dans les échanges de données médicales et administratives. L’objectif est de  fiabiliser l’identification du patient et les documents le concernant tout au long de la prise en charge » pour toujours faire le « bon soin, au bon patient, au bon moment ». 
Elle est notamment importante aux moments-clé que sont la pré-admission, l’admission dans un centre de soins, le (les) séjour(s), les examens complémentaires, un éventuel transfert, le règlement des factures ou la clôture d'un dossier. Elle est tout particulièrement importante pour les personnes ne pouvant s'exprimer (aphasie, perte de connaissance...), touchées par des troubles graves de la mémoire, ou s'exprimant dans une langue étrangère ou susceptibles d'états mentaux confus.
Certains hôpitaux se sont dotés d'une Cellule d’Identito-Vigilance, qui peuvent aussi travailler avec le correspondant CNIL de l’établissement quand il existe.

## Principes de mise en œuvre
L'identitovigilance autorise - à certaines conditions - un accès (pour une partie du personnel hospitalier concernée) aux données personnelles de santé du patient. 
Cet accès est en France fortement encadrés par la Loi informatique et libertés) qui autorise par dérogation un partage de la confidentialité des données médicales du patient avec certains tiers pour des raisons d'intérêt public et/ou dans l'intérêt du patient, dont à fins d'identitovigilance, . 
Chaque patient reçoit un numéro unique et permanent mais complété d'un bracelet d'identification, et éventuellement d'une photo (par exemple en radiothérapie) ainsi que d'une procédure de check liste au bloc opératoire.
L'identification d'un patient ne doit jamais reposer que sur un numéro, mais au minimum aussi sur les informations suivantes, dont une partie peut être apposée sur un bracelet d'identité qui sera posée sur la personne (au poignet en général) :
| Au minimum        | traits étendu                     | Traits complémentaires |  |
| ----------------- | --------------------------------- | --- |  |
| Nom de naissance  | Alias, Nom du père / de la mère   | |  |
| prénoms           |                                   | |  |
| date de naissance | code commune du lieu de naissance | |  |
| sexe              |                                   | |  |
|                   |                                   | Domicile, téléphone, mail Informations socioprofessionnelles ; Informations médicales (par exemple : allergies connues, groupe sanguin Employeur ; Régime de sécurité sociale; d’assurance maladie ; d’assurance complémentaire Éléments de biométrie |  |

## Objectifs
L'identitovigilance doit être pratiquée en respectant les droits du patient (ex : protection des données personnelles, information en cas de traitement automatisé des données le concernant + accès aux informations médicales le concernant), tout en cherchant à limiter au mieux les risques de doublons (avec par exemple plusieurs identifiants attribués au même patient), d'usurpation (deux malades pour un même identifiant), collisions, attentes indues, etc.), problèmes en partie induits par l'attribution d'un numéro par séjour plus souvent qu’un Identifiant Permanent (IPP ou en France INS pour identifiant national de santé) et par des outils « administratifs » multiples au sein de l'hôpital et d'autres structures de soins ; elle doit contribuer à limiter les problèmes potentiellement induits par une homonymie ou les risques suivants :
- Traitement attribué par erreur à un autre patient que celui auquel il était destiné[1] ;
- Erreur d’administration de médicament[1] ;
- Intervention chirurgicale avec fiche d’anesthésie erroné[1] ou erreur d’intervention ou de site opératoire[1] ;
- Diagnostics inversés[1] ;
- opération faite du mauvais côté[1] ;
- erreur de zone de radiothérapie ou d'examen d’imagerie ;
- erreur de prélèvement ;
- erreur de déclaration de décès ;

etc.
Pour cela, les soignants, aide soignants ou les personnels administratifs concernés « vérifient l’identité du patient avant tout acte de soins et déclarent les erreurs pour les corriger »  
Remarque : La question « Pouvez-vous me préciser vos noms, prénoms et date de naissance ? » est plus adaptée que  « Vous êtes bien Monsieur X ? » et il est utile d'expliquer au patient qu'il ne doit pas s'étonner d'être ainsi régulièrement questionné.

## Documents justificatifs
Quand cela est possible, on se base sur la carte d'identité ou un passeport, et en France sur la carte vitale, en permettant au patient de signaler d'éventuelles erreurs de saisie. 
Pour les séjours préparés, certains hôpitaux demandent en outre un justificatif de domicile récent (par exemple de moins de 3 mois).
Ces demandes de justificatif posent parfois des problèmes éthiques, dans les cas de personnes connues qui voudraient rester anonyme ou en cas (plus fréquent) d'accueil de personnes sans papiers et sans domicile fixe alors que le serment d'Hippocrate par ses 3 fonctions (obligation professionnelle, éthique, et héritage et une tradition de la responsabilité professionnelle et sociale) oblige théoriquement le médecin à prodiguer des soins à toute personne en ayant besoin,,.